# Exacum subverticillatum
Exacum subverticillatum är en gentianaväxtart som beskrevs av Jean-Henri Humbert. Exacum subverticillatum ingår i släktet Exacum och familjen gentianaväxter. Inga underarter finns listade i Catalogue of Life.